# Nysius communis
Nysius communis är en insektsart som beskrevs av Robert L. Usinger 1942. Nysius communis ingår i släktet Nysius och familjen fröskinnbaggar. Inga underarter finns listade i Catalogue of Life.